# Никольский (городской округ город Уфа)
Никольский (баш. Никольск) — посёлок в составе городского округа город Уфа, находящийся в Новочеркасском сельсовете, подчинённом Орджоникидзевскому району .
Рядом с посёлком расположен пруд на реке Шугуровке, два мелких водоёма, ручей, впадающий в Шугуровку.

## Население
В 2002 г. было 172 жителя (80 % русских).

## Улицы
- Загородная[5];